# Курте
Курте́ (фр. Courteix, окс. Cortés) — коммуна во Франции, находится в регионе Лимузен. Департамент — Коррез. Входит в состав кантона Эйгюранд. Округ коммуны — Юссель.
Код INSEE коммуны — 19065.
Коммуна расположена приблизительно в 360 км к югу от Парижа, в 90 км восточнее Лиможа, в 65 км к северо-востоку от Тюля.

## Население
Население коммуны на 2008 год составляло 66 человек.
| 1962 | 1968 | 1975 | 1982 | 1990 | 1999 | 2008 |
| ---- | ---- | ---- | ---- | ---- | ---- | ---- |
| 56   | 79   | 74   | 68   | 59   | 55   | 66   |

## Экономика
В 2007 году среди 42 человек в трудоспособном возрасте (15-64 лет) 32 были экономически активными, 10 — неактивными (показатель активности — 76,2 %, в 1999 году было 75,0 %). Из 32 активных работали 30 человек (16 мужчин и 14 женщин), безработных было 2 (1 мужчина и 1 женщина). Среди 10 неактивных 1 человек был учеником или студентом, 8 — пенсионерами, 1 были неактивными по другим причинам.

## Достопримечательности
- Церковь Св. Петра в оковах (XIII век). Памятник истории с 1976 года[3]